# بیل مورنو
بیل مورنو (انگلیسی: Bill Morneau) بازرگان و سیاست‌مدار اهل کانادا است. او در سال‌های ۲۰۱۵ تا ۲۰۲۰ به عنوان نماینده پارلمان کانادا و وزیر اقتصاد در کابینه جاستین ترودو مشغول به فعالیت بود.